# Parti civique
Le parti civique était un parti politique municipal montréalais animé par Jean Drapeau. Au début de son implication politique, sa vision était moraliste. Son action a été centrée sur la lutte contre la corruption d'une part et sur la mise en lumière de Montréal sur la scène internationale. Il sera actif de 1960 à 1994.

## Histoire
La Ligue d'action civique, fondé en 1951, préconisait un système politique municipal démocratisé et ouvert. Par contre, Jean Drapeau préconise plutôt un système centré sur un maire disposant de larges pouvoirs. Ces divergences de philosophie politique ainsi que des oppositions entre Pierre DesMarais et Jean Drapeau causent des frictions dans la Ligue. Une scission se produit au sein de la Ligue juste avant les élections municipales de 1960. Dix-neuf des trente-trois conseillers municipaux de la Ligue, dont Lucien Saulnier, annoncent qu'ils quittent celle-ci. Le candidat de la Ligue à la mairie, Jean Drapeau, annonce qu'il crée plutôt avec ces dissidents un nouveau parti, le Parti civique, dont il prend la tête et qui fait la lutte à la Ligue d'action civique lors des élections municipales montréalaise de 1960. Lors de celles-ci, Jean Drapeau et le Parti civique remportent une nette victoire. La Ligue ne fait élire aucun de ses candidats. La Ligue d'action civique continue ses activités un certain temps puis disparaît du paysage politique vers 1964.
Le parti civique prendra seul la suite de la ligue d'action civique à partir de 1964. Il deviendra un parti fortement associé à Jean Drapeau qui sera au pouvoir jusqu'à ce qu'il se retire avant l'élection municipale de 1986. Claude Dupras est candidat pour le Parti civique à la Mairie pour l'élection de 1986. Il connaît un revers sérieux et un seul candidat du parti est élu (Germain Prégent). 
Comme tous les partis trop fortement identifiés à un homme politique, en l'occurrence Jean Drapeau, il fut incapable de se donner une vie démocratique réelle et les dissensions internes qu'il a connues entre 1986 et 1990 ressemblaient plus à des querelles de palais qu'à un vrai débat politique. Son candidat de 1986 écarté (Claude Dupras), un seul conseiller élu en 1986, c'est finalement Nicole Gagnon-Larocque qui fut choisie pour porter le flambeau du parti à l'élection municipale de 1990. un sel élu, M. Pasquale Compierchio dans le district St-Michel.
Jérôme Choquette se porte candidat au leadership du Parti civique en 1993 en vue des élections de 1994. Mais avant la fin du processus, il se retire de la course pour fonder son propre parti: le Parti des Montréalais. Il convaincra la direction du Parti civique de fusionner avec ce nouveau parti qui n'aura pas plus de succès lors de l'élection municipale de 1994.

## Résultats électoraux
|         |  |
| 52,84 % |  |
|         |  |

|         |          |
| 44 / 66 | (66,7 %) |
|         |          |

|         |  |
| 87,81 % |  |
|         |  |

|         |          |
| 39 / 45 | (86,7 %) |
|         |          |

|         |  |
| 94,37 % |  |
|         |  |

|         |          |
| 45 / 48 | (93,8 %) |
|         |          |

|         |  |
| 91,80 % |  |
|         |  |

|         |         |
| 52 / 52 | (100 %) |
|         |         |

|         |  |
| 55,07 % |  |
|         |  |

|         |          |
| 36 / 55 | (65,5 %) |
|         |          |

|         |  |
| 60,89 % |  |
|         |  |

|         |          |
| 52 / 54 | (96,3 %) |
|         |          |

|         |  |
| 48,10 % |  |
|         |  |

|         |          |
| 39 / 57 | (68,4 %) |
|         |          |

|         |  |
| 29,35 % |  |
|         |  |

|        |         |
| 1 / 58 | (1,7 %) |
|        |         |

|         |  |
| 20,70 % |  |
|         |  |

|        |       |
| 1 / 50 | (2 %) |
|        |       |